# Segunda División de México 2021-22
La Temporada 2021-22 de la Liga Premier fue la LXXII temporada de la Segunda División de México.

## Temporada 2021-22 Serie A
La temporada 2021-22 de la Serie A se compone de los torneos 46.º y 47.º la competencia correspondientes a la LXXII temporada de la categoría. Estos torneos son disputados por 27 equipos y representan el regreso de la Serie A como rama separada en la categoría. Como particularidad de esta edición, se volvió a implementar el formato de dos torneos por temporada: Apertura y Clausura, de la misma forma que sucede en la Liga MX y la Liga de Expansión MX. 

### Cambios
- Los clubes Coras F.C.; Sporting Canamy; UAT y Yalmakan regresan a la categoría después de haber tomado un año de pausa.[1]
- Los equipos Cruz Azul Hidalgo;[2] Pioneros de Cancún[3] y Zitácuaro[4] no participarán esta temporada debido a que sus directivos decidieron tomar un año de pausa para mejorar su situación financiera.
- Los clubes Atlético de San Luis "B"[5] y Deportivo Cafessa Jalisco desaparecieron.[6]
- Aguacateros CDU; Club de Ciervos F.C. y Cuautla regresaron a competir en la Serie B de México luego de que esta rama fue retomada a partir de la temporada actual.[7]
- El Club Deportivo Irapuato, campeón de la temporada 2020-21 de la Liga Premier, no recibió la certificación para ser ascendido a la Liga de Expansión MX, por lo que continuará participando en la Serie A;[8] al igual que los clubes Alacranes de Durango y Gavilanes de Matamoros quienes también participaron en el proceso de certificación para ascender y fueron rechazados en el circuito de plata, por lo que no hubo ningún equipo promocionado a la Liga de Expansión.[9]
- El Fuertes de Fortín Fútbol Club había ascendido desde la Tercera División, sin embargo, por no cumplir con los requisitos para participar en la Liga Premier, su franquicia fue vendida a empresarios de Orizaba y fue renombrada como Montañeses Fútbol Club.[10]
- El Club RC-1128 había ganado un lugar en la Serie A por haber sido uno de los campeones de zona de la Tercera División, sin embargo, el equipo entabló una alianza con el Catedráticos Elite Fútbol Club, por lo que este último club pasó a ocupar su lugar en esta categoría.[11]
- Los equipos Escorpiones Fútbol Club, Leviatán Fútbol Club, Lobos ULMX, Tritones Vallarta y Club Deportivo Zap se integraron en la liga como clubes de expansión.[1]
- Cañoneros Marina cambió su nombre a Cañoneros Fútbol Club debido a que la Secretaría de Marina retiró el apoyo financiero e institucional al club.[12]
- El Club Deportivo Irapuato no participa en el torneo debido a que no hubo acuerdo entre el Ayuntamiento de Irapuato y los administradores del equipo respecto a los derechos para el uso del Estadio Sergio León Chávez,[13][14] esto derivado de que el Grupo Tecamachalco, dueños anteriores del club, traspasó la franquicia a otros propietarios después de que el municipio consideró que el Grupo anterior había incumplido con el contrato de uso de las instalaciones deportivas,[15] aunque se trató de conseguir otra franquicia, las negociaciones fracasarson, por lo que el equipo podría volver a participar en la temporada 2022-2023.[16]

### Equipos participantes

#### Grupo 1
| Equipo               | Entrenador            | Ciudad                      | Fundación      | Estadio                             | Capacidad | Filial               |
| -------------------- | --------------------- | --------------------------- | -------------- | ----------------------------------- | --------- | -------------------- |
| Catedráticos Elite   | Jorge Humberto Torres | Ameca, Jalisco              | 2018 (6 años)  | Núcleo Deportivo y de Espectáculos  | 7 000     |                      |
| Cimarrones "B"       | José Islas            | Hermosillo, Sonora          | 2015 (9 años)  | Héroe de Nacozari                   | 18 747    | Cimarrones F. C.     |
| Colima F.C.          | Ernesto Santana       | Colima, Colima              | 2020 (5 años)  | Olímpico Universitario de Colima    | 11 812    |                      |
| Coras F.C.           | Omar Ávila            | Tepic, Nayarit              | 1959 (65 años) | Olímpico Santa Teresita             | 4 000     |                      |
| Durango              | Jaír Real             | Durango, Durango            | 1997 (28 años) | Francisco Zarco                     | 18 000    |                      |
| Gavilanes            | Lucas Ayala           | Matamoros, Tamaulipas       | 2011 (13 años) | El Hogar                            | 22 000    |                      |
| Leones Negros "B"    | Ahuízotl Sánchez      | Zapopan, Jalisco            | 2013 (11 años) | Club Deportivo U. de G.             | 3 000     | Leones Negros UDG    |
| Mazorqueros          | Jaime Durán           | Ciudad Guzmán, Jalisco      | 2016 (8 años)  | Municipal Santa Rosa                | 3 500     |                      |
| Mineros de Fresnillo | Joaquín Moreno        | Fresnillo, Zacatecas        | 2007 (18 años) | Minera Fresnillo                    | 6 000     | Mineros de Zacatecas |
| Saltillo             | Jair García           | Saltillo, Coahuila          | 2019 (5 años)  | Olímpico Francisco I. Madero        | 7 000     |                      |
| Tecos                | Héctor Medrano        | Zapopan, Jalisco            | 1971 (53 años) | Tres de Marzo                       | 18 779    |                      |
| Tritones Vallarta    | Ulises Sánchez        | Puerto Vallarta, Jalisco    | 2021 (3 años)  | Ciudad Deportiva San José del Valle | 4 000     |                      |
| UAT                  | Jorge Dimas           | Ciudad Victoria, Tamaulipas | 1995 (30 años) | Marte R. Gómez                      | 10 520    | Correcaminos UAT     |
| UAZ                  | Rubén Hernández       | Zacatecas, Zacatecas        | 1990 (35 años) | Carlos Vega Villalba                | 20 737    |                      |

#### Grupo 2
| Equipo                 | Entrenador            | Ciudad                           | Fundación      | Estadio                  | Capacidad | Filial       |
| ---------------------- | --------------------- | -------------------------------- | -------------- | ------------------------ | --------- | ------------ |
| Cafetaleros de Chiapas | Miguel Ángel Casanova | Tuxtla Gutiérrez, Chiapas        | 2015 (9 años)  | Víctor Manuel Reyna      | 29 001    | Cancún F. C. |
| Cañoneros              | Carlos Valdez         | Ciudad de México                 | 2012 (13 años) | Momoxco                  | 3 500     |              |
| Deportivo Dongu        | José Gómez            | Cuautitlán, Estado de México     | 2019 (5 años)  | Los Pinos                | 5 000     |              |
| Escorpiones            | Héctor Mancilla       | Cuernavaca, Morelos              | 2021 (3 años)  | Centenario               | 14 800    |              |
| Inter Playa            | Carlos Bracamontes    | Playa del Carmen, Quintana Roo   | 1999 (26 años) | Mario Villanueva Madrid  | 7 500     |              |
| Inter Querétaro        | José Antonio Soria    | Santiago de Querétaro, Querétaro | 2020 (4 años)  | Olímpico Alameda         | 4 000     |              |
| La Piedad              | Enrique Pérez         | La Piedad, Michoacán             | 1951 (73 años) | Juan N. López            | 13 356    |              |
| Leviatán               | José Alberto Pérez    | Ciudad de México                 | 2020 (4 años)  | Jesús Martínez "Palillo" | 6 000     |              |
| Lobos ULMX             | Rowan Vargas          | Celaya, Guanajuato               | 2021 (4 años)  | Miguel Alemán Valdés     | 23 182    | Celaya F. C. |
| Montañeses             | Víctor Hernández      | Orizaba, Veracruz                | 2021 (3 años)  | Socum                    | 7 000     |              |
| Sporting Canamy        | David Zaragoza        | Oaxtepec, Morelos                | 2003 (21 años) | Centro Vacacional IMSS   | 9 000     |              |
| Yalmakan               | Juan Carlos Montiel   | Chetumal, Quintana Roo           | 2013 (11 años) | José López Portillo      | 6 600     |              |
| Zap                    | Jorge Hernández       | Zapotlanejo, Jalisco             | 2020 (4 años)  | Miguel Hidalgo           | 1 500     |              |

## Temporada 2021-22 Serie B
La temporada 2021-22 representa el regreso de la Serie B como rama separada de la categoría, luego de que esta competencia fuera suspendida durante el ciclo anterior debido a la falta de equipos participantes.

### Cambios
- La temporada volvió a ser dividida en dos torneos cortos: Apertura y Clausura, formato que se había abandonado en 2018 en favor de los torneos largos.[18]
- Los clubes Aguacateros Club Deportivo Uruapan, Club de Ciervos F. C. y Club Deportivo Cuautla regresaron a la Serie B luego de haber participado en la Serie A como equipos invitados durante la temporada 2020-2021.[7]
- El Club Calor regresa a la actividad luego de que su franquicia estuvo congelada durante una temporada.[7]
- Se integraron los clubes Alebrijes de Oaxaca "B", Guerreros de Xico, Huracanes Izcalli y Lobos Huerta como equipos de expansión.[7]

### Equipos participantes
| Equipo            | Entrenador         | Ciudad                               | Fundación      | Estadio                               | Capacidad | Filial              |
| ----------------- | ------------------ | ------------------------------------ | -------------- | ------------------------------------- | --------- | ------------------- |
| Aguacateros CDU   | José Muñoz         | Uruapan, Michoacán                   | 2018 (6 años)  | Unidad Deportiva Hermanos López Rayón | 5 000     |                     |
| Alebrijes "B"     | Isaac Martínez     | Oaxaca, Oaxaca                       | 2013 (11 años) | Tecnológico de Oaxaca                 | 14 598    | Alebrijes de Oaxaca |
| Calor             | Pedro Muñoz        | Monclova, Coahuila                   | 2001 (24 años) | Ciudad Deportiva Nora Leticia Rocha   | 4 000     |                     |
| Ciervos F.C.      | Pablo Robles       | Chalco, Estado de México             | 2017 (7 años)  | Arreola                               | 2 000     |                     |
| Cuautla           | Alexis Bañuelos    | Cuautla, Morelos                     | 1952 (72 años) | Isidro Gil Tapia                      | 5 000     |                     |
| Guerreros de Xico | Miguel Ángel Limón | Iztacalco, Ciudad de México          | 2021 (3 años)  | Jesús Martínez "Palillo"              | 6 000     |                     |
| Huracanes Izcalli | Antonio Gutiérrez  | Cuautitlán Izcalli, Estado de México | 2021 (4 años)  | Hugo Sánchez Márquez                  | 3 500     |                     |
| Lobos Huerta      | Julio Huerta       | Cuautitlán Izcalli, Estado de México | 2021 (4 años)  | Hugo Sánchez Márquez                  | 3 500     |                     |

## Final por el ascenso a la Liga de Expansión MX
La Final de Ascenso se llevó a cabo en dos encuentros, un partido de ida y un partido de vuelta. El ganador consiguió una plaza en la Liga de Expansión MX, ya que cumplió con los requisitos para su ascenso a la categoría.

### Final - Ida
| 1     | POR   | Gerardo Magaña   |     |
| 2     | DEF   | Andy García      |     |
| 3     | DEF   | Adrián Justo     |     |
| 4     | DEF   | José Muñoz       |     |
| 15    | DEF   | David Navarro    | 84' |
| 5     | MED   | Edwin Cerna      |     |
| 10    | MED   | William Guzmán   | 68' |
| 16    | MED   | José Hernández   |     |
| 9     | DEL   | Brandon Rosas    | 68' |
| 11    | DEL   | José Rodríguez   | 84' |
| 30    | DEL   | José Cantú       | 84' |
| D. T. | D. T. | Héctor Jaír Real |     |

| 55    | POR   | Carlos Moreno     |     |
| 13    | DEF   | Edgar Reyes       | 54' |
| 16    | DEF   | Abdiel Agüero     |     |
| 30    | DEF   | Héctor Sandoval   |     |
| 8     | MED   | Andrés Mendoza    |     |
| 10    | MED   | Renato Mendoza    |     |
| 11    | MED   | Fernando Monarrez |     |
| 26    | MED   | Omar González     |     |
| 33    | MED   | Arturo Peña       | 69' |
| 19    | DEL   | Ulises Jaimes     | 78' |
| 18    | DEL   | Ramón Salas       | 54' |
| D. T. | D. T. | Jaime Durán       |     |

| 20 | Centrocampista | Cruz Leal        | 68' |
| 17 | Delantero      | Jesús Hernández  | 68' |
| 23 | Delantero      | Carlos Siqueiros | 84' |
| 19 | Delantero      | Jhon Rodríguez   | 84' |
| 8  | Centrocampista | Jonathan Tovar   | 84' |

| 29 | Centrocampista | Marco Ibarra    | 54' |
| 7  | Centrocampista | Ernesto Pinto   | 54' |
| 17 | Defensa        | Germán Cota     | 69' |
| 21 | Delantero      | Duvier Mosquera | 78' |

| 37' | José Muñoz | 1:0 |

| 55' · 59' | José Muñoz José Cantú |

| 39' · 63' · 65' · 88' · 89' | Renato Mendoza Arturo Peña Abdiel Agüero Fernando Monarrez Ernesto Pinto |

| Principal  | José Enrique Herrera Armenta       |
| Asistentes | Raúl Picazo Spinola                |
|            | Mario Edson Barrera Sánchez        |
| Cuarto     | Rosario Guadalupe Cárdenas Morales |

| Alineación inicial |

| 1     | POR   | Gerardo Magaña   |     |
| 2     | DEF   | Andy García      |     |
| 3     | DEF   | Adrián Justo     |     |
| 4     | DEF   | José Muñoz       |     |
| 15    | DEF   | David Navarro    | 84' |
| 5     | MED   | Edwin Cerna      |     |
| 10    | MED   | William Guzmán   | 68' |
| 16    | MED   | José Hernández   |     |
| 9     | DEL   | Brandon Rosas    | 68' |
| 11    | DEL   | José Rodríguez   | 84' |
| 30    | DEL   | José Cantú       | 84' |
| D. T. | D. T. | Héctor Jaír Real |     |

| 55    | POR   | Carlos Moreno     |     |
| 13    | DEF   | Edgar Reyes       | 54' |
| 16    | DEF   | Abdiel Agüero     |     |
| 30    | DEF   | Héctor Sandoval   |     |
| 8     | MED   | Andrés Mendoza    |     |
| 10    | MED   | Renato Mendoza    |     |
| 11    | MED   | Fernando Monarrez |     |
| 26    | MED   | Omar González     |     |
| 33    | MED   | Arturo Peña       | 69' |
| 19    | DEL   | Ulises Jaimes     | 78' |
| 18    | DEL   | Ramón Salas       | 54' |
| D. T. | D. T. | Jaime Durán       |     |

| 20 | Centrocampista | Cruz Leal        | 68' |
| 17 | Delantero      | Jesús Hernández  | 68' |
| 23 | Delantero      | Carlos Siqueiros | 84' |
| 19 | Delantero      | Jhon Rodríguez   | 84' |
| 8  | Centrocampista | Jonathan Tovar   | 84' |

| 29 | Centrocampista | Marco Ibarra    | 54' |
| 7  | Centrocampista | Ernesto Pinto   | 54' |
| 17 | Defensa        | Germán Cota     | 69' |
| 21 | Delantero      | Duvier Mosquera | 78' |

| 37' | José Muñoz | 1:0 |

| 55' · 59' | José Muñoz José Cantú |

| 39' · 63' · 65' · 88' · 89' | Renato Mendoza Arturo Peña Abdiel Agüero Fernando Monarrez Ernesto Pinto |

| Principal  | José Enrique Herrera Armenta       |
| Asistentes | Raúl Picazo Spinola                |
|            | Mario Edson Barrera Sánchez        |
| Cuarto     | Rosario Guadalupe Cárdenas Morales |

| Alineación inicial |

| 1     | POR   | Gerardo Magaña   |     |
| 2     | DEF   | Andy García      |     |
| 3     | DEF   | Adrián Justo     |     |
| 4     | DEF   | José Muñoz       |     |
| 15    | DEF   | David Navarro    | 84' |
| 5     | MED   | Edwin Cerna      |     |
| 10    | MED   | William Guzmán   | 68' |
| 16    | MED   | José Hernández   |     |
| 9     | DEL   | Brandon Rosas    | 68' |
| 11    | DEL   | José Rodríguez   | 84' |
| 30    | DEL   | José Cantú       | 84' |
| D. T. | D. T. | Héctor Jaír Real |     |

| 55    | POR   | Carlos Moreno     |     |
| 13    | DEF   | Edgar Reyes       | 54' |
| 16    | DEF   | Abdiel Agüero     |     |
| 30    | DEF   | Héctor Sandoval   |     |
| 8     | MED   | Andrés Mendoza    |     |
| 10    | MED   | Renato Mendoza    |     |
| 11    | MED   | Fernando Monarrez |     |
| 26    | MED   | Omar González     |     |
| 33    | MED   | Arturo Peña       | 69' |
| 19    | DEL   | Ulises Jaimes     | 78' |
| 18    | DEL   | Ramón Salas       | 54' |
| D. T. | D. T. | Jaime Durán       |     |

| 20 | Centrocampista | Cruz Leal        | 68' |
| 17 | Delantero      | Jesús Hernández  | 68' |
| 23 | Delantero      | Carlos Siqueiros | 84' |
| 19 | Delantero      | Jhon Rodríguez   | 84' |
| 8  | Centrocampista | Jonathan Tovar   | 84' |

| 29 | Centrocampista | Marco Ibarra    | 54' |
| 7  | Centrocampista | Ernesto Pinto   | 54' |
| 17 | Defensa        | Germán Cota     | 69' |
| 21 | Delantero      | Duvier Mosquera | 78' |

| 37' | José Muñoz | 1:0 |

| 55' · 59' | José Muñoz José Cantú |

| 39' · 63' · 65' · 88' · 89' | Renato Mendoza Arturo Peña Abdiel Agüero Fernando Monarrez Ernesto Pinto |

| Principal  | José Enrique Herrera Armenta       |
| Asistentes | Raúl Picazo Spinola                |
|            | Mario Edson Barrera Sánchez        |
| Cuarto     | Rosario Guadalupe Cárdenas Morales |

| Alineación inicial |

| 1     | POR   | Gerardo Magaña   |     |
| 2     | DEF   | Andy García      |     |
| 3     | DEF   | Adrián Justo     |     |
| 4     | DEF   | José Muñoz       |     |
| 15    | DEF   | David Navarro    | 84' |
| 5     | MED   | Edwin Cerna      |     |
| 10    | MED   | William Guzmán   | 68' |
| 16    | MED   | José Hernández   |     |
| 9     | DEL   | Brandon Rosas    | 68' |
| 11    | DEL   | José Rodríguez   | 84' |
| 30    | DEL   | José Cantú       | 84' |
| D. T. | D. T. | Héctor Jaír Real |     |

| 55    | POR   | Carlos Moreno     |     |
| 13    | DEF   | Edgar Reyes       | 54' |
| 16    | DEF   | Abdiel Agüero     |     |
| 30    | DEF   | Héctor Sandoval   |     |
| 8     | MED   | Andrés Mendoza    |     |
| 10    | MED   | Renato Mendoza    |     |
| 11    | MED   | Fernando Monarrez |     |
| 26    | MED   | Omar González     |     |
| 33    | MED   | Arturo Peña       | 69' |
| 19    | DEL   | Ulises Jaimes     | 78' |
| 18    | DEL   | Ramón Salas       | 54' |
| D. T. | D. T. | Jaime Durán       |     |

| 20 | Centrocampista | Cruz Leal        | 68' |
| 17 | Delantero      | Jesús Hernández  | 68' |
| 23 | Delantero      | Carlos Siqueiros | 84' |
| 19 | Delantero      | Jhon Rodríguez   | 84' |
| 8  | Centrocampista | Jonathan Tovar   | 84' |

| 29 | Centrocampista | Marco Ibarra    | 54' |
| 7  | Centrocampista | Ernesto Pinto   | 54' |
| 17 | Defensa        | Germán Cota     | 69' |
| 21 | Delantero      | Duvier Mosquera | 78' |

| 37' | José Muñoz | 1:0 |

| 55' · 59' | José Muñoz José Cantú |

| 39' · 63' · 65' · 88' · 89' | Renato Mendoza Arturo Peña Abdiel Agüero Fernando Monarrez Ernesto Pinto |

| Principal  | José Enrique Herrera Armenta       |
| Asistentes | Raúl Picazo Spinola                |
|            | Mario Edson Barrera Sánchez        |
| Cuarto     | Rosario Guadalupe Cárdenas Morales |

| Alineación inicial |

### Final - Vuelta
| 55    | POR   | Carlos Moreno     |     |
| 2     | DEF   | Pedro Ruiz        |     |
| 13    | DEF   | Edgar Reyes       |     |
| 30    | DEF   | Héctor Sandoval   | 82' |
| 7     | MED   | Ernesto Pinto     | 58' |
| 8     | MED   | Andrés Mendoza    |     |
| 10    | MED   | Renato Mendoza    |     |
| 26    | MED   | Omar González     | 58' |
| 33    | MED   | Arturo Peña       | 70' |
| 11    | DEL   | Fernando Monarrez | 58' |
| 19    | DEL   | Ulises Jaimes     |     |
| D. T. | D. T. | Jaime Durán       |     |

| 1     | POR   | Gerardo Magaña   |     |
| 2     | DEF   | Andy García      | 82' |
| 3     | DEF   | Adrián Justo     |     |
| 4     | DEF   | José Muñoz       |     |
| 15    | DEF   | David Navarro    |     |
| 5     | MED   | Edwin Cerna      |     |
| 10    | MED   | William Guzmán   | 65' |
| 16    | MED   | José Hernández   |     |
| 9     | DEL   | Brandon Rosas    | 73' |
| 11    | DEL   | José Rodríguez   |     |
| 30    | DEL   | José Cantú       | 82' |
| D. T. | D. T. | Héctor Jair Real |     |

| 29 | Centrocampista | Marco Ibarra    | 58' |
| 21 | Delantero      | Duvier Mosquera | 58' |
| 18 | Delantero      | Ramón Salas     | 58' |
| 17 | Defensa        | Germán Cota     | 70' |
| 14 | Defensa        | Diego López     | 82' |

| 20 | Centrocampista | Cruz Leal        | 65' |
| 17 | Delantero      | Jesús Hernández  | 73' |
| 8  | Centrocampista | Jonathan Tovar   | 82' |
| 23 | Delantero      | Carlos Siqueiros | 82' |

| 22' · 30' | Fernando Monarrez | 1:1 2:2 |

| 15' · 20' · 52' · 68' | Brandon Rosas Andrés Mendoza José Rodríguez | 0:1 1:2 2:3 2:4 |

| 35' | Ulises Jaimes |

| 3' · 16' · 17' · 18' · 21' · 74' | David Navarro Brandon Rosas José Hernández José Muñoz Emmanuel Landeros (banca) Adrián Justo |

| Principal  | Mauricio Eleazar López Sánchez    |
| Asistentes | Luis Javier Zamora López          |
|            | Fernando Ashram López Cortez      |
| Cuarto     | Enrique Augusto Ramírez Gutiérrez |

| Alineación inicial |

| 55    | POR   | Carlos Moreno     |     |
| 2     | DEF   | Pedro Ruiz        |     |
| 13    | DEF   | Edgar Reyes       |     |
| 30    | DEF   | Héctor Sandoval   | 82' |
| 7     | MED   | Ernesto Pinto     | 58' |
| 8     | MED   | Andrés Mendoza    |     |
| 10    | MED   | Renato Mendoza    |     |
| 26    | MED   | Omar González     | 58' |
| 33    | MED   | Arturo Peña       | 70' |
| 11    | DEL   | Fernando Monarrez | 58' |
| 19    | DEL   | Ulises Jaimes     |     |
| D. T. | D. T. | Jaime Durán       |     |

| 1     | POR   | Gerardo Magaña   |     |
| 2     | DEF   | Andy García      | 82' |
| 3     | DEF   | Adrián Justo     |     |
| 4     | DEF   | José Muñoz       |     |
| 15    | DEF   | David Navarro    |     |
| 5     | MED   | Edwin Cerna      |     |
| 10    | MED   | William Guzmán   | 65' |
| 16    | MED   | José Hernández   |     |
| 9     | DEL   | Brandon Rosas    | 73' |
| 11    | DEL   | José Rodríguez   |     |
| 30    | DEL   | José Cantú       | 82' |
| D. T. | D. T. | Héctor Jair Real |     |

| 29 | Centrocampista | Marco Ibarra    | 58' |
| 21 | Delantero      | Duvier Mosquera | 58' |
| 18 | Delantero      | Ramón Salas     | 58' |
| 17 | Defensa        | Germán Cota     | 70' |
| 14 | Defensa        | Diego López     | 82' |

| 20 | Centrocampista | Cruz Leal        | 65' |
| 17 | Delantero      | Jesús Hernández  | 73' |
| 8  | Centrocampista | Jonathan Tovar   | 82' |
| 23 | Delantero      | Carlos Siqueiros | 82' |

| 22' · 30' | Fernando Monarrez | 1:1 2:2 |

| 15' · 20' · 52' · 68' | Brandon Rosas Andrés Mendoza José Rodríguez | 0:1 1:2 2:3 2:4 |

| 35' | Ulises Jaimes |

| 3' · 16' · 17' · 18' · 21' · 74' | David Navarro Brandon Rosas José Hernández José Muñoz Emmanuel Landeros (banca) Adrián Justo |

| Principal  | Mauricio Eleazar López Sánchez    |
| Asistentes | Luis Javier Zamora López          |
|            | Fernando Ashram López Cortez      |
| Cuarto     | Enrique Augusto Ramírez Gutiérrez |

| Alineación inicial |

| 55    | POR   | Carlos Moreno     |     |
| 2     | DEF   | Pedro Ruiz        |     |
| 13    | DEF   | Edgar Reyes       |     |
| 30    | DEF   | Héctor Sandoval   | 82' |
| 7     | MED   | Ernesto Pinto     | 58' |
| 8     | MED   | Andrés Mendoza    |     |
| 10    | MED   | Renato Mendoza    |     |
| 26    | MED   | Omar González     | 58' |
| 33    | MED   | Arturo Peña       | 70' |
| 11    | DEL   | Fernando Monarrez | 58' |
| 19    | DEL   | Ulises Jaimes     |     |
| D. T. | D. T. | Jaime Durán       |     |

| 1     | POR   | Gerardo Magaña   |     |
| 2     | DEF   | Andy García      | 82' |
| 3     | DEF   | Adrián Justo     |     |
| 4     | DEF   | José Muñoz       |     |
| 15    | DEF   | David Navarro    |     |
| 5     | MED   | Edwin Cerna      |     |
| 10    | MED   | William Guzmán   | 65' |
| 16    | MED   | José Hernández   |     |
| 9     | DEL   | Brandon Rosas    | 73' |
| 11    | DEL   | José Rodríguez   |     |
| 30    | DEL   | José Cantú       | 82' |
| D. T. | D. T. | Héctor Jair Real |     |

| 29 | Centrocampista | Marco Ibarra    | 58' |
| 21 | Delantero      | Duvier Mosquera | 58' |
| 18 | Delantero      | Ramón Salas     | 58' |
| 17 | Defensa        | Germán Cota     | 70' |
| 14 | Defensa        | Diego López     | 82' |

| 20 | Centrocampista | Cruz Leal        | 65' |
| 17 | Delantero      | Jesús Hernández  | 73' |
| 8  | Centrocampista | Jonathan Tovar   | 82' |
| 23 | Delantero      | Carlos Siqueiros | 82' |

| 22' · 30' | Fernando Monarrez | 1:1 2:2 |

| 15' · 20' · 52' · 68' | Brandon Rosas Andrés Mendoza José Rodríguez | 0:1 1:2 2:3 2:4 |

| 35' | Ulises Jaimes |

| 3' · 16' · 17' · 18' · 21' · 74' | David Navarro Brandon Rosas José Hernández José Muñoz Emmanuel Landeros (banca) Adrián Justo |

| Principal  | Mauricio Eleazar López Sánchez    |
| Asistentes | Luis Javier Zamora López          |
|            | Fernando Ashram López Cortez      |
| Cuarto     | Enrique Augusto Ramírez Gutiérrez |

| Alineación inicial |

| 55    | POR   | Carlos Moreno     |     |
| 2     | DEF   | Pedro Ruiz        |     |
| 13    | DEF   | Edgar Reyes       |     |
| 30    | DEF   | Héctor Sandoval   | 82' |
| 7     | MED   | Ernesto Pinto     | 58' |
| 8     | MED   | Andrés Mendoza    |     |
| 10    | MED   | Renato Mendoza    |     |
| 26    | MED   | Omar González     | 58' |
| 33    | MED   | Arturo Peña       | 70' |
| 11    | DEL   | Fernando Monarrez | 58' |
| 19    | DEL   | Ulises Jaimes     |     |
| D. T. | D. T. | Jaime Durán       |     |

| 1     | POR   | Gerardo Magaña   |     |
| 2     | DEF   | Andy García      | 82' |
| 3     | DEF   | Adrián Justo     |     |
| 4     | DEF   | José Muñoz       |     |
| 15    | DEF   | David Navarro    |     |
| 5     | MED   | Edwin Cerna      |     |
| 10    | MED   | William Guzmán   | 65' |
| 16    | MED   | José Hernández   |     |
| 9     | DEL   | Brandon Rosas    | 73' |
| 11    | DEL   | José Rodríguez   |     |
| 30    | DEL   | José Cantú       | 82' |
| D. T. | D. T. | Héctor Jair Real |     |

| 29 | Centrocampista | Marco Ibarra    | 58' |
| 21 | Delantero      | Duvier Mosquera | 58' |
| 18 | Delantero      | Ramón Salas     | 58' |
| 17 | Defensa        | Germán Cota     | 70' |
| 14 | Defensa        | Diego López     | 82' |

| 20 | Centrocampista | Cruz Leal        | 65' |
| 17 | Delantero      | Jesús Hernández  | 73' |
| 8  | Centrocampista | Jonathan Tovar   | 82' |
| 23 | Delantero      | Carlos Siqueiros | 82' |

| 22' · 30' | Fernando Monarrez | 1:1 2:2 |

| 15' · 20' · 52' · 68' | Brandon Rosas Andrés Mendoza José Rodríguez | 0:1 1:2 2:3 2:4 |

| 35' | Ulises Jaimes |

| 3' · 16' · 17' · 18' · 21' · 74' | David Navarro Brandon Rosas José Hernández José Muñoz Emmanuel Landeros (banca) Adrián Justo |

| Principal  | Mauricio Eleazar López Sánchez    |
| Asistentes | Luis Javier Zamora López          |
|            | Fernando Ashram López Cortez      |
| Cuarto     | Enrique Augusto Ramírez Gutiérrez |

| Alineación inicial |

| Campeón 2021-22                    |
| ---------------------------------- |
|                                    |
| Durango                            |
| 3° Título                          |
| Asciende a la Liga de Expansión MX |

## Final por el ascenso a la Serie A de México
La Final de Ascenso se debía llevar a cabo en dos encuentros, un partido de ida y un partido de vuelta, sin embargo, en caso de que el mismo club gane los dos torneos de la temporada esta serie no es realizada. El ganador consiguió una plaza en la Serie A de México, ya que cumplió con los requisitos para su ascenso a la categoría.
El Aguacateros Club Deportivo Uruapan se adjudicó el título de campeón de la temporada de la Serie B y con ello el derecho a ser promocionado a la Serie A debido a que el equipo ganó los dos títulos de la temporada y por lo tanto no fue necesaria la celebración de la serie para determinar al club ganador.
| Campeón 2021-22                 |
| ------------------------------- |
|                                 |
| Aguacateros CDU                 |
| 1° Título                       |
| Asciende a la Serie A de México |